# 2014년 아시안 게임 사격
2014년 아시안 게임 사격은 2014년 아시안 게임의 경기 종목이다.

## 경기장
| 도시 | 경기장           | 원어명 | 로마자 | 수용 인원 | 경기 | 주석 |
| ---- | ---------------- | ------ | ------ | --------- | ---- | ---- |
| 인천 | 옥련국제사격장   |        |        |           |      |      |
| 화성 | 경기도종합사격장 |        |        |           |      |      |

## 메달 집계
| 순위 | 국가                   | 금메달 | 은메달 | 동메달 | 합계 |
| ---- | ---------------------- | ------ | ------ | ------ | ---- |
| 1    | 중화인민공화국         | 27     | 17     | 6      | 50   |
| 2    | 대한민국               | 8      | 11     | 8      | 27   |
| 3    | 카자흐스탄             | 2      | 0      | 5      | 7    |
| 4    | 카타르                 | 2      | 0      | 1      | 3    |
| 5    | 쿠웨이트               | 1      | 4      | 1      | 6    |
| 6    | 조선민주주의인민공화국 | 1      | 3      | 1      | 5    |
| 7    | 이란                   | 1      | 2      | 0      | 3    |
| 8    | 인도                   | 1      | 1      | 7      | 9    |
| 9    | 몽골                   | 1      | 0      | 2      | 3    |
| 10   | 베트남                 | 0      | 2      | 5      | 7    |
| 11   | 말레이시아             | 0      | 2      | 1      | 3    |
| 12   | 일본                   | 0      | 1      | 1      | 2    |
| 13   | 중화 타이베이          | 0      | 1      | 0      | 1    |
| 14   | 태국                   | 0      | 0      | 3      | 3    |
| 15   | 싱가포르               | 0      | 0      | 2      | 2    |
| 16   | 아랍에미리트           | 0      | 0      | 1      | 1    |
| 합계 | 합계                   | 44     | 44     | 44     | 132  |

## 메달리스트
| 종목                                 | 금                                              | 은                                                                  | 동                                                                           |
| ------------------------------------ | ----------------------------------------------- | ------------------------------------------------------------------- | ---------------------------------------------------------------------------- |
| 남자 10m 공기 소총 자세히            | 양 하오란 중국 (CHN)                            | 카오 이페이 중국 (CHN)                                              | 빈드라 압힌아브 인도 (IND)                                                   |
| 남자 10m 공기 소총 단체 자세히       | 중화인민공화국 (CHN)                            | 대한민국 (KOR)                                                      | 인도 (IND)                                                                   |
| 남자 10m 러닝타겟 자세히             | 자이 유지아 중국 (CHN)                          | 조영철 조선민주주의인민공화국 (PRK)                                 | 바크티야르 이브라예프 카자흐스탄 (KAZ)                                       |
| 남자 10m 러닝타겟 단체 자세히        | 중화인민공화국 (CHN)                            | 조선민주주의인민공화국 (PRK)                                        | 카자흐스탄 (KAZ)                                                             |
| 남자 10m 러닝타겟 혼합 자세히        | 김지성 조선민주주의인민공화국 (PRK)             | 자이 유지아 중국 (CHN)                                              | 정유진 대한민국 (KOR)                                                        |
| 남자 10m 러닝타겟 혼합 단체 자세히   | 중화인민공화국 (CHN)                            | 조선민주주의인민공화국 (PRK)                                        | 베트남 (VIE)                                                                 |
| 남자 50m 소총 복사 자세히            | 자오 센보 중국 (CHN)                            | 나시르칸 무하마드 에즈안빈 말레이시아 (MAS)                         | 박봉덕 대한민국 (KOR)                                                        |
| 남자 50m 소총 복사 단체 자세히       | 중화인민공화국 (CHN)                            | 대한민국 (KOR)                                                      | 카자흐스탄 (KAZ)                                                             |
| 남자 50m 소총 3자세 자세히           | 카오 이페이 중국 (CHN)                          | 주 키난 중국 (CHN)                                                  | 차인 싱 인도 (IND)                                                           |
| 남자 50m 소총 3자세 단체 자세히      | 중화인민공화국 (CHN)                            | 대한민국 (KOR)                                                      | 일본 (JPN)                                                                   |
| 남자 10m 공기 권총 자세히            | 김청용 대한민국 (KOR)                           | 팡웨이 중국 (CHN)                                                   | 진종오 대한민국 (KOR)                                                        |
| 남자 10m 공기 권총 단체 자세히       | 대한민국 (KOR) 김청용 진종오 이대명             | 중화인민공화국 (CHN) 팡웨이 푸치펑 왕지웨이                         | 인도 (IND) 지투 라이 사마레슈 중 난자파 프라카슈 파판나                      |
| 남자 25m 속사 권총 자세히            | 김준홍 대한민국 (KOR)                           | 장 지안 중국 (CHN)                                                  | 후 하오제 중국 (CHN)                                                         |
| 남자 25m 속사 권총 단체 자세히       | 대한민국 (KOR)                                  | 중화인민공화국 (CHN)                                                | 베트남 (VIE)                                                                 |
| 남자 25m 스탠다드 권총 자세히        | 딩 펭 중국 (CHN)                                | 김준홍 대한민국 (KOR)                                               | 하민탄 베트남 (VIE)                                                          |
| 남자 25m 스탠다드 권총 단체 자세히   | 중화인민공화국 (CHN)                            | 대한민국 (KOR)                                                      | 싱가포르 (SIN)                                                               |
| 남자 25m 센터파이어 권총 자세히      | 엔가체프 올레그 카타르 (QAT)                    | 진 용대 중국 (CHN)                                                  | 가이 빈 싱가포르 (SIN)                                                       |
| 남자 25m 센터파이어 권총 단체 자세히 | 중화인민공화국 (CHN)                            | 인도 (IND)                                                          | 대한민국 (KOR)                                                               |
| 남자 50m 권총 자세히                 | 지투 라이 인도 (IND)                            | 응우옌호앙프엉 베트남 (VIE)                                         | 왕지웨이 중국 (CHN)                                                          |
| 남자 50m 권총 단체 자세히            | 중화인민공화국 (CHN) 푸치펑 왕지웨이 팡웨이     | 대한민국 (KOR) 진종오 최영래 이대명                                 | 베트남 (VIE) 호앙쑤언빈 쩐꾸옥끄엉 응우옌호앙프엉                            |
| 남자 트랩 자세히                     | 가오보 중국 (CHN)                               | 페하이드 알디하니 쿠웨이트 (KUW)                                    | 안드레이 모길렙스키 카자흐스탄 (KAZ)                                         |
| 남자 트랩 단체 자세히                | 중화인민공화국 (CHN) 두위 가오보 장이야오       | 쿠웨이트 (KUW) 페하이드 알디하니 압둘라만 알 파이한 칼레드 알무다프 | 대한민국 (KOR) 정창희 이영식 신현우                                          |
| 남자 더블 트랩 자세히                | 후 빈유안 중국 (CHN)                            | 페하이드 알디하니 쿠웨이트 (KUW)                                    | 주마 알마크토훔 아랍에미리트 (UAE)                                           |
| 남자 더블 트랩 단체 자세히           | 카타르 (QAT)                                    | 중화인민공화국 (CHN)                                                | 쿠웨이트 (KUW)                                                               |
| 남자 스키트 자세히                   | 압둘라 알라시디 쿠웨이트 (KUW)                  | 쉬 잉 중국 (CHN)                                                    | 진 디 중국 (CHN)                                                             |
| 남자 스키트 단체 자세히              | 중화인민공화국 (CHN)                            | 쿠웨이트 (KUW)                                                      | 대한민국 (KOR)                                                               |
| 여자 10m 공기 소총 자세히            | 나즈메 켐마티 이란 (IRI)                        | 안데바리 에마고라인자드 이란 (IRI)                                  | 장 빈빈 중국 (CHN)                                                           |
| 여자 10m 공기 소총 단체 자세히       | 중화인민공화국 (CHN)                            | 이란 (IRI)                                                          | 대한민국 (KOR)                                                               |
| 여자 10m 러닝타겟 자세히             | 리 수에란 중국 (CHN)                            | 수 리 중국 (CHN)                                                    | 응구엔 티투항 베트남 (VIE)                                                   |
| 여자 10m 러닝타겟 단체 자세히        | 중화인민공화국 (CHN)                            | 베트남 (VIE)                                                        | 카타르 (QAT)                                                                 |
| 여자 50m 소총 복사 자세히            | 나란투야 몽골 (MGL)                             | 모하메드 타이비 누르 수르안티 빈티 말레이시아 (MAS)                 | 음빛나 대한민국 (KOR)                                                        |
| 여자 50m 소총 복사 단체 자세히       | 대한민국 (KOR)                                  | 중화인민공화국 (CHN)                                                | 말레이시아 (MAS)                                                             |
| 여자 50m 소총 3자세 자세히           | 도프건 올가 카자흐스탄 (KAZ)                    | 정미라 대한민국 (KOR)                                               | 창 징 중국 (CHN)                                                             |
| 여자 50m 소총 3자세 단체 자세히      | 중화인민공화국 (CHN)                            | 대한민국 (KOR)                                                      | 카자흐스탄 (KAZ)                                                             |
| 여자 10m 공기 권총 자세히            | 장멍위안 중국 (CHN)                             | 정지혜 대한민국 (KOR)                                               | 슈웨타 초드리 인도 (IND)                                                     |
| 여자 10m 공기 권총 단체 자세히       | 중화인민공화국 (CHN) 궈원쥔 장멍위안 저우칭위안 | 중화 타이베이 (TPE) 우차잉 두이이치 톈차천                          | 몽골 (MGL) 오트리야딘 군데그마 초그바드라힌 뭉흐줄 투무르추두린 바야르체체그 |
| 여자 25m 권총 자세히                 | 장 징징 중국 (CHN)                              | 첸 잉 중국 (CHN)                                                    | 오트리아드 건데그마 몽골 (MGL)                                               |
| 여자 25m 권총 단체 자세히            | 대한민국 (KOR)                                  | 중화인민공화국 (CHN)                                                | 인도 (IND)                                                                   |
| 여자 트랩 자세히                     | 주 징유 중국 (CHN)                              | 나카야마 유키 일본 (JPN)                                            | 키차로엔 차타야 태국 (THA)                                                   |
| 여자 트랩 단체 자세히                | 카자흐스탄 (KAZ)                                | 중화인민공화국 (CHN)                                                | 조선민주주의인민공화국 (PRK)                                                 |
| 여자 더블 트랩 자세히                | 김미진 대한민국 (KOR)                           | 장 야페이 중국 (CHN)                                                | 바이 이팅 중국 (CHN)                                                         |
| 여자 더블 트랩 단체 자세히           | 중화인민공화국 (CHN)                            | 대한민국 (KOR)                                                      | 인도 (IND)                                                                   |
| 여자 스키트 자세히                   | 김민지 대한민국 (KOR)                           | 장 헹 중국 (CHN)                                                    | 주차로미트 수티야 태국 (THA)                                                 |
| 여자 스키트 단체 자세히              | 중화인민공화국 (CHN)                            | 대한민국 (KOR)                                                      | 태국 (THA)                                                                   |